# Лисовский, Степан Харитонович
Степан Харитонович Лисовский (1924 — 1990) — советский  подполковник. На 1945 год — разведчик взвода разведки  908-го стрелкового полка, 246-й стрелковой дивизии, 60-й армии, 4-го Украинского фронта. Полный кавалер Ордена Славы.

## Биография
Родился 27 июля 1924 года хуторе Друговщина, Брянской области в крестьянской семье.
После окончания сельской школы работал в колхозе. С 1941 года после начала войны, колхоз был эвакуирован в Пензенскую область.
С 1942 года призван в ряды РККА и с 1943 года был направлен в действующую армию — стрелком и пулемётчиком, был ранен в бою. После лечения рядовой взвода разведки  908-го стрелкового полка, 246-й стрелковой дивизии, 60-й армии воевал на Центральном, 1-го Украинском и 4-м Украинском фронтах. В 1944 году в боях был дважды ранен.
В ночь на 17 марта 1944 года  разведчик взвода разведки 908-го стрелкового полка рядовой С. Х. Лисовский действуя в группе захвата, проник в тыл противника в 35 километров северо-западнее города Тернополь и пленил одного гитлеровца. За это 29 марта 1944 года Указом Президиума Верховного Совета СССР С. Х. Лисовский был награждён  Орденом Славы 3-й степени.
В ночь на 4 апреля 1944 года рядовой С. Х. Лисовский  при действиях разведгруппы в тылу противника в 28 километров северо-западнее города Тернополь первым подполз к вражескому дзоту и вместе с другим разведчиком подорвал его и захватил языка, который дал ценные сведения.  18 апреля 1944 года Указом Президиума Верховного Совета СССР С. Х. Лисовский  был награждён  Орденом Славы 3-й степени. 24 октября 1966 года Указом Президиума Верховного Совета СССР это награждение было отменено и С. Х. Лисовский  был перенаграждён  Орденом Славы 1-й степени за №2635.
22 мая 1945 года разведчик взвода разведки 908-го стрелкового полка рядовой С. Х. Лисовский в бою за город Троппау в составе группы захвата в числе первых переправился через водный рубеж, уничтожил на противоположном берегу пулемет и пять гитлеровцев. В бою за населённый пункт Бранки в Чехии группа разведчиков окружила дом, где засели гитлеровцы, двух из них С. Х. Лисовский поразил лично, а шесть разведчики взяли в плен. 28 мая 1945 года  Указом Президиума Верховного Совета СССР С. Х. Лисовский  был награждён  Орденом Славы 2-й степени.
С 1945 года был демобилизован. С 1948 года служил в системе МВД СССР на офицерских должностях, был  начальником отделения спецслужбы ГУВД Москвы и  с 1969 года возглавлял смену отдела внутренних дел по охране комплекса зданий Совета экономической взаимопомощи. Уволился на пенсию в 1986 году в звании подполковника.
Умер 30 декабря 1990 года в городе Москва.

## Награды
- Орден Славы I степени (1966)
- Орден Славы II степени (1945)
- Орден Славы III степени (1944)